# Efraín Mendoza Cruz

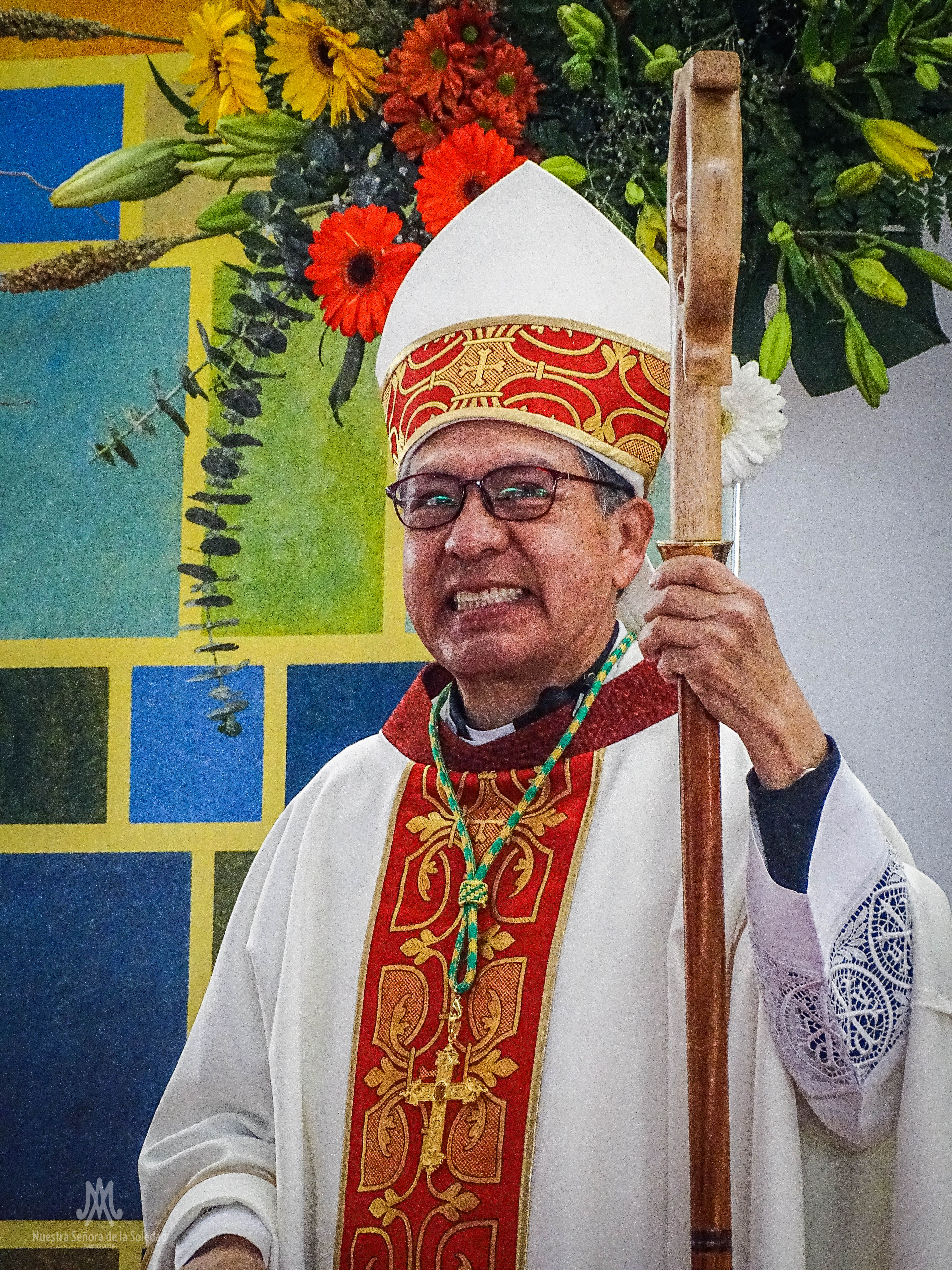
Efraín Mendoza Cruz, 2023

Efraín Mendoza Cruz (* 24. November 1959 in Tlalnepantla) ist ein mexikanischer römisch-katholischer Geistlicher und Bischof von Cuautitlán.

## Leben
Der Bischof von Tlalnepantla, Manuel Pérez-Gil y González, weihte ihn am 12. Oktober 1987 zum Diakon und am 18. Oktober 1988 zum Priester. Nach Abschluss seines Studiums der Philosophie und Theologie erwarb er zudem ein Diplom in Sozialpastoral am IMDOSOC und in Katechese am Instituto Teológico Pastoral para América Latina. Er war Ausbilder im Seminar, Pfarrer in mehreren Pfarreien, Koordinator der Diözesan- und Kirchenpastoral, Bischofsvikar in Tlalnepantla und Regens des Priesterseminars der Erzbistums.
Papst Benedikt XVI. ernannte ihn am 4. Juni 2011 zum Weihbischof in Tlalnepantla und Titularbischof von Cubda. Die Bischofsweihe spendete ihm der Erzbischof von Tlalnepantla, Carlos Aguiar Retes, am 27. Juli desselben Jahres; Mitkonsekratoren waren Christophe Pierre, Apostolischer Nuntius in Mexiko, und Norberto Kardinal Rivera Carrera, Erzbischof von Mexiko.
2018 wurde er für eine dreijährige Amtszeit in die Kommission der Bischofskonferenz für die Päpstlichen Universitäten gewählt.
Am 9. November 2022 bestellte ihn Papst Franziskus zum Bischof von Cuautitlán. Die Amtseinführung erfolgte am 17. Januar 2023.